# 布賴恩特 (阿拉巴馬州)
布賴恩特（英語：Bryant）是一個位於美國阿拉巴馬州傑克遜縣的非建制地區。該地的面積為49.981平方千米，而人口數目為3,582。

## 地理
布賴恩特的座標為34°56′37″N 85°37′56″W / 34.94361°N 85.63222°W，而該地的平均海拔高度為497米（即1631英尺）。